# Hensaussurea pedestris
Hensaussurea pedestris är en kackerlacksart som beskrevs av Karlis Princis 1954. Hensaussurea pedestris ingår i släktet Hensaussurea och familjen småkackerlackor. Inga underarter finns listade i Catalogue of Life.